# لیلی قراگوزلو
لیلی قراگوزلو (زاده اول شهریور ۱۳۰۶ – درگذشته ۲۳ شهریور ۱۳۸۰، تهران) پرورش دهنده اسب اهل ایران، بنیان‌گذار تبارنامه اسب اصیل ایران و مؤسس کانون اسب اصیل ایران بود. او زندگی خود را وقف پرورش و معرفی نژاد اسب اصیل ایران کرد که از نژادهای اسب عربی است.

## زندگی‌نامه
لیلی دختر دکتر علی‌نقی قراگوزلو و کاترین لد بود. پدرش از بزرگان همدان و پسر مهدی خان قراگوزلو سفیر ایران در آمریکا بود. علی‌نقی پس از پایان تحصیلاتش در سوئیس و فرانسه به آمریکا رفت و با کاترین که کتابدار دانشگاه جانز هاپکینز در بالتیمور بود ازدواج کرد. آن‌ها آرزویی جز آمدن و زندگی در ایران نداشتند و نهایتاً نیز به رؤیای خود جامه عمل پوشاندند. در دوران اقامت خانواده در تهران، آن‌ها هر سال تابستان را در روستای ورکانه همدان که از املاک مهدی‌خان بود و اداره آن را پدر لیلی به عهده داشت، می‌گذراندند. در آنجا نقی‌خان درمانگاهی برای اهالی ساخته بود و به مداوای آنان می‌پرداخت. او در این روستای دورافتاده که لیلی بعدها آن را «روستایی زیبا وسردسیری بدون جاده کوهستانی و در موقعیتی بی نظیر و شاعرانه» به یادمی‌آورد، در آغوش پدرش بر زین اسب می‌نشست و به گشت و گذار در کوهستان می‌پرداخت؛ ولی با مرگ نا به هنگام پدر در سن ۳۷ سالگی در سال ۱۳۱۲ خورشیدی، این دوران خوش پایان یافت.
لیلی از کودکی با اسب آشنا بود. چه پیش و چه پس از درگذشت پدرش، آن‌ها همواره اسب‌های متعددی در اصطبل ملک روستایی خود داشتند. پس از آن نیز سرلشگرحسن ارفع قیم لیلی، یکی از افسران عالی رتبه سواره نظام بود که برای دخترش و لیلی امکان شرکت در فعالیت‌های سوارکاری سواره نظام را فراهم کرده بود. لیلی بعد از مدتی اسب عربی رضاشاه را خریداری کرد و این اولین برخورد او با نژاد اسب اصیل بود. او بعدها با مجید بختیار یکی از خان‌های بختیاری در شوشتر، نماینده مجلس شورای ملی و از روسای ایل بختیاری، ازدواج کرد که نژاد اسب اصیل خوزستان را، که به زودی به تنها علاقه لیلی بدل شد، به او معرفی کرد. در سال ۱۳۴۸ مجید بختیار در یک سانحه هوایی به‌طور مشکوکی درگذشت و شرایط زندگی لیلی تغییر بسیار کرد، با این حال او به تلاش‌های خود در زمینه پرورش و معرفی اسب اصیل ادامه داد.
او برای اینکه نژاد اسب اصیل را به تأیید سازمان جهانی اسب عرب برساند، در نواحی صعب‌العبور غرب ایران سفرهای بسیاری کرد تا با پرورش دهندگان محلی که آگاهی‌هایی دربارهٔ نژاد اسب‌ها و تاریخچه پرورش اسب داشتند ملاقات کند و تبارنامه‌های اسب اصیل را فراهم آورد. نخستین تبارنامه‌ای که به این ترتیب فراهم شد، در سال ۱۹۷۶ مورد پذیرش سازمان جهانی اسب عرب قرار گرفت. با این حال این تلاش‌ها سال‌ها ادامه یافت و به تدوین مجلدات دیگری از تبارنامه‌های نژادهای اسب ایرانی منجر شد.
لیلی در اواخر عمر خانه‌ای به سبک معماری سنتی ایران در کوهپایه‌های غربی تهران ساخت ( کردان ،روستای ازنق )و سال‌های آخر عمر را در آنجا در کنار اسب‌ها و سگ‌هایش سپری کرد. پس از فوت او، دوستان بسیاری از سراسر کشور به مراسم یادبودش آمدند. اسب‌های او نیز با زین و برگ کامل به کنار آرامگاهش آورده شدند تا در کنار دیگران در مراسم خاکسپاری او حضور داشته باشند.